# Ein Sommertag macht keine Liebe
Ein Sommertag macht keine Liebe ist ein deutscher Spielfilm aus dem DEFA-Studio für Spielfilme von Herbert Ballmann und Gerhard Klein aus dem Jahr 1961.

## Handlung
Es ist ein Sommerwochenende am Anfang der 1960er Jahre, und einige junge Arbeiter der Volkswerft Stralsund, die auch befreundet sind, wollen nach Arbeitsschluss mit einem Fahrgastschiff für zwei Tage auf die Insel Hiddensee zum Baden fahren. Das Schiff legt bereits ab, als noch ein junger Mann aufspringt und dabei die Tasche eines jungen Mädchens ausschüttet. Beim Einräumen der verstreuten Sachen sehen sich beide zum ersten Mal in die Augen. So lernen sich Christine und Jan kennen. Auf der Insel sucht Jan ein Quartier auf dem Heuboden eines Bauern, da er Christine dort vermutet. Obwohl sie nicht auf dem Boden ist, findet er wegen der bekannten Tasche ihr Lager und richtet sich dicht daneben ein. Anschließend geht er in die Dorfgaststätte zum Tanz, wo er auf die Jugendlichen von der Werft trifft. Alle Versuche, Christine zum Tanz zu bitten, scheitern, da ihr Kollege Hannes, der selbst an ihr interessiert ist, dies zu verhindern weiß. Als Christine sich zur Nacht hinlegen will, findet sie Jan scheinbar schlafend neben sich. Hier versucht er, seinen Arm unter ihren Kopf zu legen, was sie jedoch erfolgreich abwehren kann. Am nächsten Morgen gibt es auf dem Hof wieder ein kleines Geplänkel, doch dann geht es ab an den Strand. Auch hier sucht Jan wieder nach dem Mädchen, findet sie, und während ihre Freunde im Wasser sind, beginnt er ein Gespräch mit ihr. Darin lädt er sie ein, mit ihm in der Nähe wachsende Brombeeren zu essen, dem sie zustimmt. In den Sträuchern kommt es zu einem ersten Kuss.
Wieder zurück in Stralsund haben sie in der kommenden Woche am Hafen ihr erstes Rendezvous. Während beide ein Eis essen, kommt zufällig Jans Vater vorbei, der mit ihm schimpft, da Jan am Vormittag den von ihm vermittelten Arbeitsplatz auf der Werft nicht angetreten hat. Doch Christine versucht, Jan zu trösten, und schon bald liegen sie sich wieder in den Armen. Was sie nicht weiß, ist, dass der Vater Jan von der Oberschule genommen hat, da der sich nicht ausreichend um das Erreichen einer guten Abiturprüfung kümmerte. Am nächsten Tag hat Jan seinen ersten Tag als Anschläger auf der Werft – und das ausgerechnet in der Brigade, in der Christine als Kranführerin arbeitet. Auch ihre Freunde trifft er hier wieder, wobei sich Hannes am meisten über den neuen Mitarbeiter aufregt. Jetzt erfährt sie die wahren Zusammenhänge, was es mit seinem Einsatz auf der Werft auf sich hat. Nach Feierabend wartet Jan auf Christine, doch Hannes sagt ihm, dass er die Finger von dem Mädchen lassen soll. Als Hannes dann auch noch mit Christine auf dem Motorrad vom Werksgelände fährt, scheint die Trennung perfekt zu sein. Hannes nutzt bei einem Gespräch in einer Gaststätte die Gelegenheit, sie zu überzeugen, dass er der richtige feste Freund für sie sei, was ihm aber nicht gelingt.
Am nächsten Wochenende macht die Brigade einen durch die FDJ organisierten freiwilligen Arbeitseinsatz bei einem Kanalbau. Da Christine als Patin für Jan eingesetzt wurde, bittet sie ihn mitzukommen, was er aber ablehnt. Plötzlich erscheint er aber doch noch auf der Baustelle, was natürlich wieder nicht ohne Streit mit den anderen ausgeht und in einem Wettkampf mit Hannes endet, wer als erster eine Güterlore mit Sand beladen hat. Obwohl Hannes gewinnt, kommt es anschließend noch zu einer kleinen Prügelei zwischen den beiden, die erst durch das beherzte Eingreifen Christines beendet werden kann.
Wieder zu Hause, kommt es nach langer Zeit wieder zu einem klärenden Gespräch zwischen Jan und seinem Vater, in dessen Ergebnis Jan noch am späten Abend zu Christine geht, um sich mit ihr auszusprechen. Jetzt erzählt er ihr die ganzen Zusammenhänge seines Verhaltens und dass er es ihr schon lange sagen wollte. Vor allen Dingen entschuldigt er sich mehrmals für sein Auftreten in der Vergangenheit. Als sie ihn auffordert zu gehen, geht er wirklich, statt sie einfach in den Arm zu nehmen, was sie eigentlich erwartet hatte. Nun ist Christine wieder enttäuscht und zweifelt an seiner Liebe. Doch es kommt wieder ein Wochenende, an dem die Brigade dieses Mal mit einem Segelboot auf die Ostsee hinausfahren will. Hannes hat auch Jan zu dieser Tour eingeladen, da er begriffen hat, dass Christine weiterhin nur mit ihm befreundet sein will. Sie wusste nichts von dessen Kommen, aber Hannes versteht es, die beiden wieder zusammenzubringen. Am Ende des Tages sind Jan und Christine wieder ein Paar. Wenn auch ein Sommertag noch keine Liebe macht, so hat doch ein Sommer viele, viele Tage.

## Produktion und Veröffentlichung
Ein Sommertag macht keine Liebe wurde unter dem Arbeitstitel Wohin? als Schwarzweißfilm gedreht und hatte seine Uraufführung am 16. März 1961 im Berliner Kino Colosseum. Am 23. April 1962 wurde er erstmals im  Programm des Deutschen Fernsehfunks  ausgestrahlt.
Während der Dreharbeiten verließ der Regisseur Herbert Ballmann die DDR, so dass der halbfertige Film von Gerhard Klein fertiggestellt wurde. Es handelt sich um den einzigen Film der DEFA, der ohne die Nennung eines Regisseurs im Vorspann in die Kinos kam.
Die Dramaturgie lag in den Händen von Gudrun Rammler, und das Szenarium stammt von Benno Pludra.

## Kritik
G. S. fand in der Neuen Zeit, dass der Film nicht als der große Erfolg bezeichnet werden kann, jedoch verdiene dieser heitere und beschwingte Streifen durchaus Beachtung. In vielen Ansätzen handele es sich um eine glücklich beobachtete Liebesgeschichte.
 

Heinz Hofmann schrieb im Neuen Deutschland:

„Die Geschichte hat nicht mehr als etwa drei Sätze Substanz, aber sie gestaltet junge Menschen in typischen Erscheinungen einer einmaligen Zeit. Da gibt es Längen und Wiederholungen, über die sich dramaturgisch streiten ließe.“

Im  Lexikon des internationalen Films steht, dass es sich bei dem Film um eine klischeebehaftete Liebesgeschichte handele, der eine schwache Inszenierung zu Grunde liege.